# 苯硫酚亚铜
苯硫酚亚铜是一种硫酚盐，化学式为C6H5SCu，可溶于吡啶，难溶于水。它可由二苯基二硫和铜粉在二甲基乙酰胺中反应制得。或由铜(II)盐和苯硫酚反应得到：
2 Cu2+ + 4 PhSH → 2 CuSH + PhSSPh （Ph=C6H5）
它和甲基锂在乙醚-四氢呋喃于低温中反应，可以得到CH3Cu(SPh)Li(THF)3。
它的热分解产物为硫化铜。